# Szczeblotowo
Szczeblotowo (pierwotna nazwa wsi: Szczebiotowo – rok 1557) – wieś w Polsce położona w województwie kujawsko-pomorskim, w powiecie radziejowskim, w gminie Dobre.

## Podział administracyjny
W latach 1975–1998 miejscowość administracyjnie należała do województwa włocławskiego. Wieś sołecka.

## Historia wsi
W roku 1557 wieś Szczebiotowo o powierzchni 3 łanów należała do Wacława Tchórzewskiego. W roku 1701 właścicielem majątku Szczebiotowo był J. Boniecki, a w roku 1789 generał Jan Nepomucen Dąmbski. Przedstawiciel tej rodziny był też proboszczem parafii w Byczynie. W roku 1881 wieś o nazwie już Szczeblotowo należała do wdowy Pogonowskiej. Majątek ziemski miał w tym roku powierzchnię 489 mórg. Na cmentarzu w Byczynie zachował się nagrobek Pogonowskiej.

## Demografia
W roku 1827 we wsi było 8 domów i 59 mieszkańców, w marcu 2011 – 28 domów i według Narodowego Spisu Powszechnego 130 mieszkańców. Jest dziesiątą co do wielkości miejscowością gminy Dobre.
Wierni kościoła rzymskokatolickiego należą do parafii Byczyna.